# Butterwick (Lincolnshire)
Butterwick is een civil parish in het bestuurlijke gebied Boston, in het Engelse graafschap Lincolnshire. In 2001 telde het civil parish 1403 inwoners.